# Косинов, Семён Кириллович

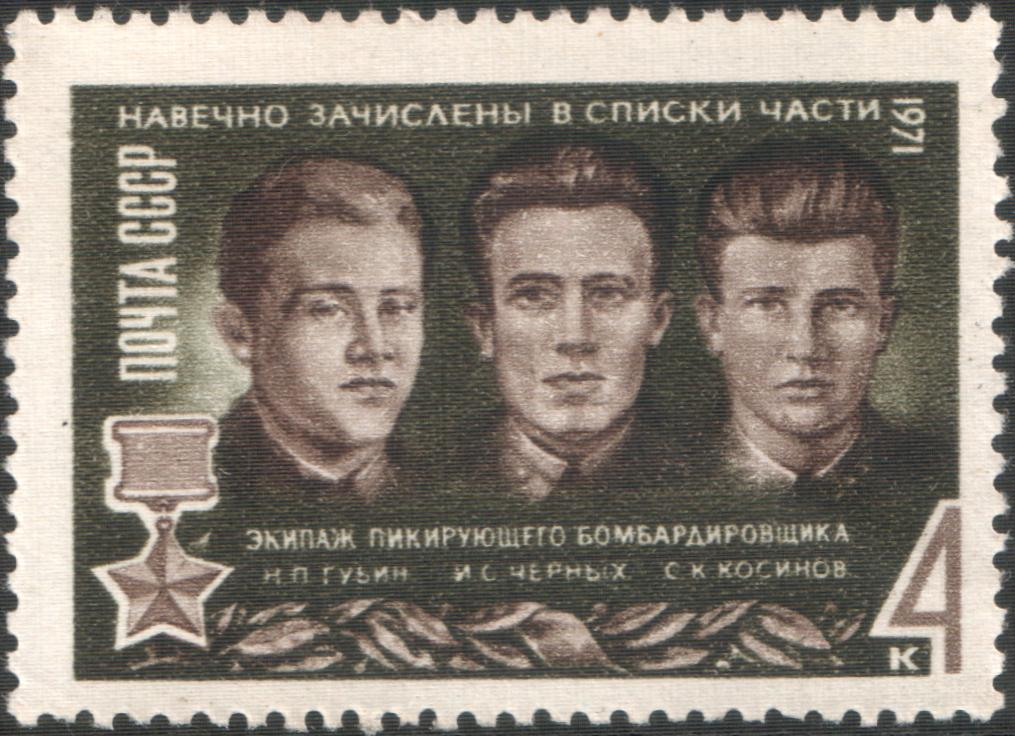
Назар Губин, Иван Черных и Семён Косинов на марке Почты СССР, 1971 год.

Семён Кириллович Косинов (2 февраля 1917, дер. Успенка, Курская губерния — 16 декабря 1941, Чудово, Ленинградская область) — стрелок-бомбардир 125-го бомбардировочного авиационного полка (2-я смешанная авиационная дивизия, Ленинградский фронт), лейтенант. Герой Советского Союза.

## Биография
Родился 2 февраля 1917 года в деревне Успенка (ныне — Тимского района Курской области) в семье крестьянина. Русский.
Окончил школу-семилетку, работал в колхозе.
Осенью 1935 года поступил в Тамбовское Краснознамённое военное пехотное училище, после окончания которого стал командиром стрелкового взвода. Когда был получен приказ об отборе лучших молодых офицеров в авиацию, Косинов одним из первых пришёл в отдел кадров с твёрдым решением стать военным лётчиком. Его направили в Харьковское военно-авиационное училище.
Летом 1940 года молодой штурман (стрелок-бомбардир) получил направление в боевую часть — 125 бомбардировочный авиационный полк Белорусского военного округа, где был зачислен в экипаж младшего лейтенанта Черных И. С. С первых дней Великой Отечественной войны участвовал в боевых вылетах на бомбардировку наступавших вражеских частей в Белоруссии. На Западном направлении успел совершить 4 вылета на бомбардировщике СБ. В начале июля был ранен, вернулся после госпиталя в строй.
С сентября 1941 года в составе полка лейтенант Косинов воевал на Ленинградском фронте. За месяц боев совершил 32 боевых вылета.
К середине декабря 1941 года Косинов совершил 61 боевой вылет на уничтожение живой силы и боевой техники противника. 16 декабря 1941 года экипажу И. С. Черных (стрелок-бомбардир С. К. Косинов, воздушный стрелок-радист Н. П. Губин) было получено задание атаковать колонну вражеской техники вблизи города Чудова. При заходе на цель самолёт был подбит зенитной артиллерией. Несмотря на повреждения самолёта, Косинов точно сбросил бомбы на цель. Когда пламя сбить не удалось, экипаж принял решение идти на таран. Горящий самолёт врезался в гущу вражеской техники. Все члены экипажа погибли.

## Награды
- Указом Президиума Верховного Совета СССР от 16 января 1942 года за образцовое выполнение боевых заданий командования на фронте борьбы с немецко-фашистскими захватчиками и проявленные при этом мужество и героизм лейтенанту Семёну Кирилловичу Косинову посмертно присвоено звание Героя Советского Союза[5].
- Награждён орденом Ленина (16.01.1942).
- Приказом по войскам Ленинградского фронта № 01133/4 от 31 декабря 1941 года лейтенант Косинов был награждён орденом Красной Звезды[6].

## Память
- Грамота Героя Советского Союза хранится в Успенской школе, где он учился.
- Приказом Министра обороны от 27 июня 1964 года Герой Советского Союза лейтенант С. К. Косинов навечно зачислен в списки гвардейского Севастопольского Краснознаменного полка Ракетных войск стратегического назначения, которому по преемственности при формировании были переданы почётные наименования и орден бывшего 125-го (позднее — 15-го гвардейского) бомбардировочного авиационного полка[3].
- Именем Героя названы улицы в Санкт-Петербурге, в Колпино, в Чудово.
- В честь С. К. Косинова назван теплоход-лесовоз «Семён Косинов» (в 1968 году).
- На въезде в город Чудово Новгородской области, на месте подвига, 23 февраля 1966 года установлен обелиск[4][7].